# الصحة في مصر
الصحة في مصر تشير إلى عموم مستوى الصحة في لسكان مصر ونظام تقديم الرعاية الصحية.
منذ عام 2012، ينص الدستور على حرية الوصول والرعاية المجانية لكل المواطنين، وتعتبر وزارة الصحة والسكان الجسم الحكومي المسؤول عن الصحة في مصر.

## الرعاية الصحية في مصر
في مصر هناك خدمات رعاية صحية من القطاعين العام والخاص. يتم تقديم تغطية الصحة العامة من خلال وزارة الصحة، التي تدير سلسلة من المرافق الطبية التي تقدم خدمات صحية مجانية. هناك نوعان من شركات التأمين الخاصة. تغطي الهيئة العامة للتأمين الصحي الأشخاص العاملين والطلاب والأرامل من خلال الأقساط المستقطعة من رواتب الموظفين وجداول أصحاب العمل. وهي تدير شبكتها الخاصة من المرافق الطبية وفي بعض الأحيان تتعاقد مع مزودي الرعاية الصحية الخاصين. تعمل منظمة الرعاية العلاجية في مؤسسات حكومية محددة، وتتعاقد مع كيانات أخرى لتوفير الرعاية. هناك أيضا خيارات التأمين الخاصة، وشبكة من مقدمي الرعاية الصحية الخاصة والمرافق الطبية. بالإضافة إلى إدارة العديد من المساجد عيادات خاصة بها، خاصة في المدن الكبيرة. تقدم العديد من الكنائس عيادات مدعومة أو مجانية.
الرعاية الطبية التي يقدمها نظام التأمين الصحي العام هي عادة ذات نوعية رديئة. من المعروف أن المستشفيات الحكومية تعج بالإهمال وتوفر الحد الأدنى من الرعاية بشكل عام. يستخدم حوالي 6٪ فقط من المصريين الذين تغطيهم هيئة التأمين الصحي بالفعل خدماتها بسبب عدم الرضا عن مستوى الخدمات التي تمولها. في 2008/2009، تم دفع 72 ٪ من النفقات الصحية في مصر من جيب الأشخاص الساعين للعلاج.
تعمل مصر حاليًا على إصلاح نظام الرعاية الصحية العامة لتحسين جودتها. تمت الموافقة على مشروع قانون في أكتوبر 2017 من شأنه أن يزيد مساهمة المواطنين من 4 ٪ من الأجور الحالية إلى 5 ٪، مع 4 ٪ أن تدفع من قبل أرباب العمل و 1 ٪ من قبل الموظفين. تشعر النقابة الطبية المصرية بالقلق من أن هذا قد يؤدي إلى خصخصة المستشفيات العامة، خاصة تلك التي قد لا تفي بمعايير الجودة المنصوص عليها في القانون الجديد. يقولون 20 ٪ فقط من المستشفيات الحكومية 660 ملتزمون بمعايير السلامة ومكافحة العدوى.

## القوى العاملة
كان يعمل في مستشفيات الوزارة عام 2014 نحو 70 ألف طبيب بشري، ويقدر عدد الصيادلة ب20 ألفا، ويبلغ عدد الأطباء البيطرين، نحو 15 ألف طبيب.، ارتفع ليصل إلى 91 ألف طبيب بشري، وحوالي 22 ألف طبيب أسنان و196 ألف ممرضة في 2019.
رواتب الأطباء في مصر منخفضة. تتراوح الرواتب الشهرية بين 1,218 جنيهًا مصريًا (69 دولارًا) و 6,365 جنيهًا مصريًا (361 دولارًا) شهريًا. من بين أعضاء نقابة الأطباء المصرية حوالي ثلثهم فقط يعملون في البلاد.

## إنتاج الأدوية
في أحدث تقرير للاتحاد العربي لمنتجي الأدوية والمستلزمات الطبية التابع لجامعة الدول العربية عام 2011، احتلت مصر المركز الأول عربيا في إنتاج الأدوية حيث تبلغ قيمة إنتاجها 2810 مليون دولار، كما احتلت أيضا المركز الأول من حيث عدد المصانع الدوائية البالغة 85 مصنع.

## البنية التحتية ومستشفيات مصر
تحتوي المشافي في القطاع الحكومي حوالي 95 ألف سرير حوالي 9500 وحدة عناية مركزة حوالي أكثر من نصفهم في المستشفيات الجامعية.
ويبلغ عدد المستشفيات العامة أكثر من 660 مستشفى وتأتي بعدها مكاتب الصحة ووحدات الرعاية الصحية، وهي منشآت أصغر حجمًا من المستشفيات، بعدد 5314 منشأة على مستوى الجمهورية. ومن أهم المستشفيات في مصر حالياً: مستشفى القصر العيني (والذي يضم أيضاً جميع كليات الطب لجامعة القاهرة)، ومستشفى سرطان الأطفال 57357 ومستشفى ومعهد بحوث الكبد بالمنصورة ومركز أسوان للقلب وغيرها.

## التاريخ القديم

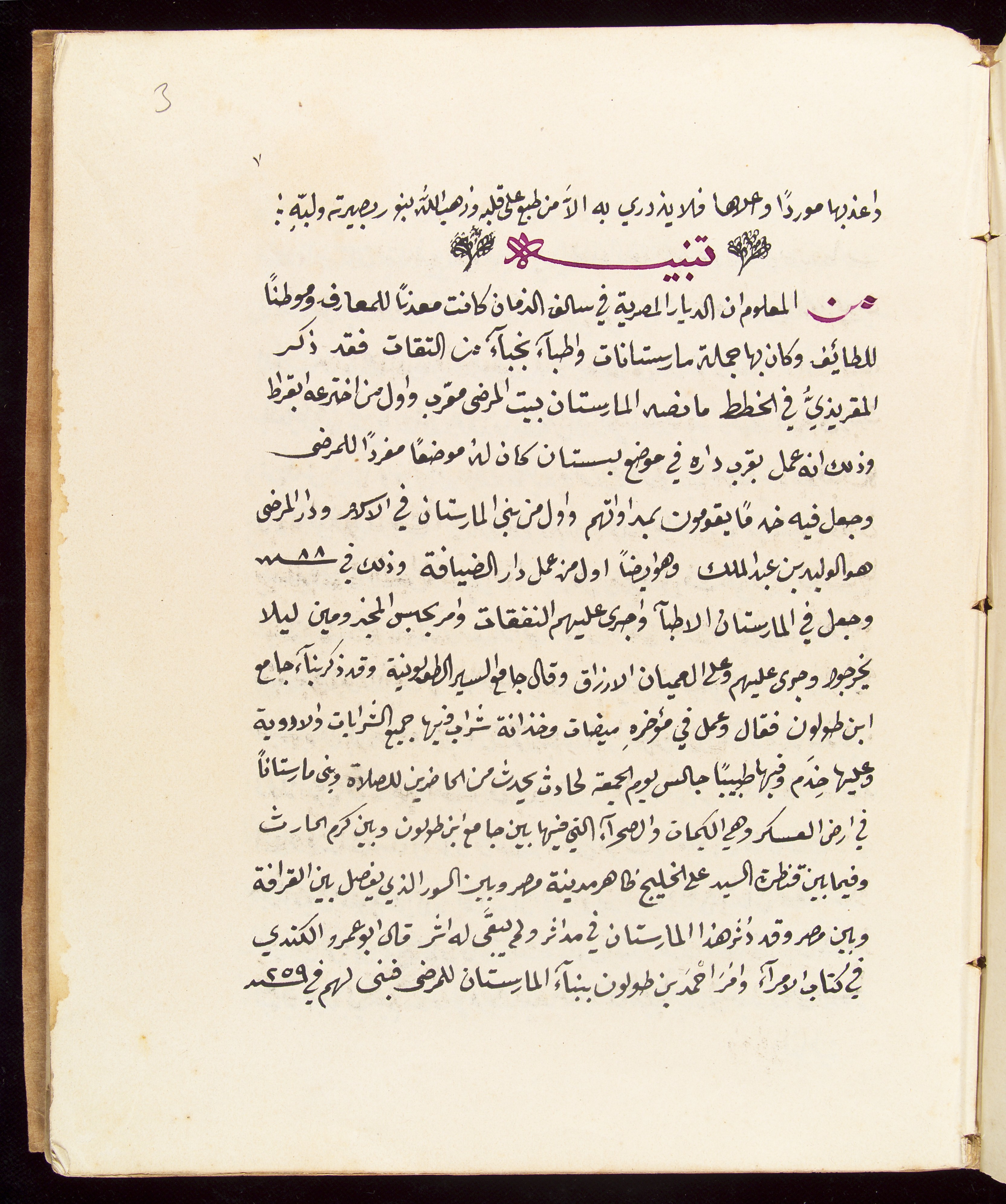
مخطوطة عن مارستانات الدار المصرية

الطب المصري القديم يشير إلى ممارسات شفاء عديدة في مصر القديمة منذ حوالي 3300 عام قبل الميلاد حتى مجئ الغزو الفارسي سنة 525 قبل الميلاد. وكان الطب في مصر يعتبر متقدم للغاية في ذلك الوقت، وشمل العملية الجراحية، ووضع العظام ومجموعة واسعة من الأدوية وتعاويذ سحرية.

## تاريخ
بدأ تطوير الخدمات الصحية في مصر منذ عام 1923 بإنشاء المستشفيات المركزية، وتبع ذلك في عام 1928 إنشاء المستشفيات الريفية كعيادات خارجية مع وجود سريرين فقط للطوارئ. وتم استبدال هذه المستشفيات الريفية في عام 1940 بالمكاتب الصحية الشاملة، وكانت أول خدمة صحية متخصصة يتم تقديمها خارج نطاق المدن الكبيرة قد بدأت في عام 1904 من خلال عيادات العيون المتنقلة. وقد استخدمت هذه العيادات المتنقلة أيضاً في عام 1928 لمكافحة الأمراض المتوطنة.
وفي عام 1936 تم إنشاء «وزارة الصحة» والتي كانت تحتوي على قسم خاص بالصحة الريفية. وكان من مهام هذا القسم إنشاء مكاتب الصحة للقيام بالإجراءات الوقائية، وألحقت هذه المكاتب أسرة للعناية بصحة الأمهات والأطفال، ووحدات متنقلة لتقديم العلاج.في عام 1942 صدر القانون رقم 64 والخاص بتحسين الصحة في الريف. وقد قرر القانون تأسيس إدارات للصحة والهندسة في كل مديرية (محافظة) من مديريات مصر. عملت هذه الإدارات على تحسين الظروف الصحية العامة للقرى في المناطق التابعة لكل مديرية. وقرر القانون أيضاً إنشاء المجمعات الصحية (مجمع صحي واحد لكل 150000 نسمة)، وبعد ثورة يوليو 1952 عملت الدولة على التوسع ومد الخدمات خارج نطاق المدن والمناطق الحضرية ووصولها إلى الريف، وأيضاً إلى الوجه القبلي.

## الإطار الدستوري
شمل دستور 1971 على المادتين 16 و17، وهما
| الصحة في مصر | مادة 16 تكفل الدولة الخدمات الثقافية والاجتماعية والصحية، وتعمل بوجه خاص على توفيرها للقرية في يسر وانتظام رفعا لمستواها. مادة 17 تكفل الدولة خدمات التأمين الاجتماعي والصحي، ومعاشات العجز عن العمل والبطالة والشيخوخة للمواطنين جميعا، وذلك وفقا للقانون. | الصحة في مصر |

وتم حذف المادة 17 من دستور مصر في 2007 تحت حكم حسني مبارك. أما بعد ثورة 2011، فصدر دستور مصر 2012 متضمنا مادة 62 المتعلقة حصرا بحق الرعاية الصحية، واستبدلت لاحقا بالمادة 18 بالدستور المصري المعمول به حاليا، فتنص المادة 18 على أن:
| الصحة في مصر | لكل مواطن الحق في الصحة وفي الرعاية الصحية المتكاملة وفقاً لمعايير الجودة، وتكفل الدولة الحفاظ على مرافق الخدمات الصحية العامة التى تقدم خدماتها للشعب ودعمها والعمل على رفع كفاءتها وانتشارها الجغرافى العادل. وتلتزم الدولة بتخصيص نسبة من الإنفاق الحكومى للصحة لا تقل عن 3 % من الناتج القومى الإجمالى تتصاعد تدريجيا حتى تتفق مع المعدلات العالمية. وتلتزم الدولة بإقامة نظام تأمين صحى شامل لجميع المصريين يغطى كل الأمراض، وينظم القانون إسهام المواطنين في اشتراكاته أو إعفاءهم منها طبقاً لمعدلات دخولهم. ويجرم الامتناع عن تقديم العلاج بأشكاله المختلفة لكل إنسان في حالات الطوارئ أو الخطر على الحياة. وتلتزم الدولة بتحسين أوضاع الأطباء وهيئات التمريض والعاملين في القطاع الصحى. وتخضع جميع المنشآت الصحية، والمنتجات والمواد، ووسائل الدعاية المتعلقة بالصحة لرقابة الدولة، وتشجع الدولة مشاركة القطاعين الخاص والأهلى في خدمات الرعاية الصحية وفقاً للقانون. | الصحة في مصر |